# Хавана
Хавана (шп. San Cristóbal de La Habana) је главни град Кубе. Према процени из 2011. у граду је живело 2.125.977 становника, чиме је четврти највећи град на Карибима (после Каракаса, Маракаиба и Санто Доминга).
У Старој Хавани је сачуван велики број грађевина из доба шпанске колонизације, епоха барока, неокласицизма и арт деко-а, тако да је од 1982. Хавана на УНЕСКО-вој листи Светске баштине.

## Географија
Град се већином протеже западно и јужно од залива Хавана, у који се се улази кроз узак пролаз и који се дели на три главне луке: Маримелена, Гванабакоа и Атарес. Споротекућа река Алмендарес тече кроз град од од југа према северу и улива се у Флоридски пролаз, неколико километара западно од залива. Онижа брда на којима лежи град благо се уздижу из дубоког мора. Истакнуто узвишење је 60 m високи кречњачки гребен који се спушта са истока и завршава се узвисинама Ла Кабана и Ел Моро, на којима се налазе колонијална утврђења која надгледају залив. Још једно значајно узвишење је брдо на ком се налазе Универзитет у Хавани и принчевски двор.

### Клима
Хавана, као и већи део Кубе, ужива угодну тропску климу током целе године која је ублажена положајем острва у појасу пасатних ветрова и топлим морским струјама. Просечне температуре крећу се од 22 °C у јануару и фебруару до 28 °C у августу. Температура ретко пада испод 10 °C, док је најнижа забележена била 2 °C измерена Сантијагу де лас Вегасу у општини Бојиерос. Падавине су најинтензивније јуну и октобру, а најслабије од децембра до априла, и износе просечно 1200 mm годишње. Урагани повремено погађају острво, али углавном јужну обалу, па је штета у Хавани мања него у другим деловима Кубе.
| Клима Хаване (1961–1990, екстреми 1859–садашњост)                            | Клима Хаване (1961–1990, екстреми 1859–садашњост) | Клима Хаване (1961–1990, екстреми 1859–садашњост) | Клима Хаване (1961–1990, екстреми 1859–садашњост) | Клима Хаване (1961–1990, екстреми 1859–садашњост) | Клима Хаване (1961–1990, екстреми 1859–садашњост) | Клима Хаване (1961–1990, екстреми 1859–садашњост) | Клима Хаване (1961–1990, екстреми 1859–садашњост) | Клима Хаване (1961–1990, екстреми 1859–садашњост) | Клима Хаване (1961–1990, екстреми 1859–садашњост) | Клима Хаване (1961–1990, екстреми 1859–садашњост) | Клима Хаване (1961–1990, екстреми 1859–садашњост) | Клима Хаване (1961–1990, екстреми 1859–садашњост) | Клима Хаване (1961–1990, екстреми 1859–садашњост) |
| Показатељ \ Месец                                                            | .Јан.                                             | .Феб.                                             | .Мар.                                             | .Апр.                                             | .Мај.                                             | .Јун.                                             | .Јул.                                             | .Авг.                                             | .Сеп.                                             | .Окт.                                             | .Нов.                                             | .Дец.                                             | .Год.                                             |
| ---------------------------------------------------------------------------- | ------------------------------------------------- | ------------------------------------------------- | ------------------------------------------------- | ------------------------------------------------- | ------------------------------------------------- | ------------------------------------------------- | ------------------------------------------------- | ------------------------------------------------- | ------------------------------------------------- | ------------------------------------------------- | ------------------------------------------------- | ------------------------------------------------- | ------------------------------------------------- |
| Апсолутни максимум, °C (°F)                                                  | 32,4 (90,3)                                       | 33,0 (91,4)                                       | 35,3 (95,5)                                       | 37,0 (98,6)                                       | 36,2 (97,2)                                       | 35,4 (95,7)                                       | 36,6 (97,9)                                       | 37,7 (99,9)                                       | 38,2 (100,8)                                      | 39,6 (103,3)                                      | 34,0 (93,2)                                       | 33,2 (91,8)                                       | 39,6 (103,3)                                      |
| Максимум, °C (°F)                                                            | 25,8 (78,4)                                       | 26,1 (79)                                         | 27,6 (81,7)                                       | 28,6 (83,5)                                       | 29,8 (85,6)                                       | 30,5 (86,9)                                       | 31,3 (88,3)                                       | 31,6 (88,9)                                       | 31,0 (87,8)                                       | 29,2 (84,6)                                       | 27,7 (81,9)                                       | 26,5 (79,7)                                       | 28,8 (83,8)                                       |
| Просек, °C (°F)                                                              | 22,2 (72)                                         | 22,4 (72,3)                                       | 23,7 (74,7)                                       | 24,8 (76,6)                                       | 26,1 (79)                                         | 27,0 (80,6)                                       | 27,6 (81,7)                                       | 27,9 (82,2)                                       | 27,4 (81,3)                                       | 26,1 (79)                                         | 24,5 (76,1)                                       | 23,0 (73,4)                                       | 25,2 (77,4)                                       |
| Минимум, °C (°F)                                                             | 18,6 (65,5)                                       | 18,6 (65,5)                                       | 19,7 (67,5)                                       | 20,9 (69,6)                                       | 22,4 (72,3)                                       | 23,4 (74,1)                                       | 23,8 (74,8)                                       | 24,1 (75,4)                                       | 23,8 (74,8)                                       | 23,0 (73,4)                                       | 21,3 (70,3)                                       | 19,5 (67,1)                                       | 21,6 (70,9)                                       |
| Апсолутни минимум, °C (°F)                                                   | 6,0 (42,8)                                        | 11,9 (53,4)                                       | 10,0 (50)                                         | 15,1 (59,2)                                       | 15,4 (59,7)                                       | 20,0 (68)                                         | 19,0 (66,2)                                       | 20,0 (68)                                         | 20,0 (68)                                         | 18,0 (64,4)                                       | 14,0 (57,2)                                       | 10,0 (50)                                         | 6,0 (42,8)                                        |
| Количина кише, mm (in)                                                       | 64,4 (2,535)                                      | 68,6 (2,701)                                      | 46,2 (1,819)                                      | 53,7 (2,114)                                      | 98,0 (3,858)                                      | 182,3 (7,177)                                     | 105,6 (4,157)                                     | 99,6 (3,921)                                      | 144,4 (5,685)                                     | 180,5 (7,106)                                     | 88,3 (3,476)                                      | 57,6 (2,268)                                      | 1.189,2 (46,817)                                  |
| Дани са кишом (≥ 1.0 mm)                                                     | 5                                                 | 5                                                 | 3                                                 | 3                                                 | 6                                                 | 10                                                | 7                                                 | 9                                                 | 10                                                | 11                                                | 6                                                 | 5                                                 | 80                                                |
| Релативна влажност, %                                                        | 75                                                | 74                                                | 73                                                | 72                                                | 75                                                | 77                                                | 78                                                | 78                                                | 79                                                | 80                                                | 77                                                | 75                                                | 76,1                                              |
| Сунчани сати — месечни просек                                                | 217,0                                             | 203,4                                             | 272,8                                             | 273,0                                             | 260,4                                             | 237,0                                             | 272,8                                             | 260,4                                             | 225,0                                             | 195,3                                             | 219,0                                             | 195,3                                             | 2.831,4                                           |
| Сунчани сати — дневни просек                                                 | 7,0                                               | 7,2                                               | 8,8                                               | 9,1                                               | 8,4                                               | 7,9                                               | 8,8                                               | 8,4                                               | 7,5                                               | 6,3                                               | 7,3                                               | 6,3                                               | 7,8                                               |
| Извор #1: World Meteorological Organisation, Climate-Charts.com              |                                                   |                                                   |                                                   |                                                   |                                                   |                                                   |                                                   |                                                   |                                                   |                                                   |                                                   |                                                   |                                                   |
| Извор #2: Meteo Climat (record highs and lows), Deutscher Wetterdienst (sun) |                                                   |                                                   |                                                   |                                                   |                                                   |                                                   |                                                   |                                                   |                                                   |                                                   |                                                   |                                                   |                                                   |

| Јан                 | Феб                 | Мар                 | Апр                 | Мај                 | Јун                 | Јул                 | Авг                 | Сеп                 | Окт                 | Нов                 | Дец                 |
| ------------------- | ------------------- | ------------------- | ------------------- | ------------------- | ------------------- | ------------------- | ------------------- | ------------------- | ------------------- | ------------------- | ------------------- |
| 23 °C 73 °F (23 °C) | 23 °C 73 °F (23 °C) | 24 °C 75 °F (24 °C) | 26 °C 79 °F (26 °C) | 27 °C 81 °F (27 °C) | 28 °C 82 °F (28 °C) | 28 °C 82 °F (28 °C) | 28 °C 82 °F (28 °C) | 28 °C 82 °F (28 °C) | 27 °C 81 °F (27 °C) | 26 °C 79 °F (26 °C) | 24 °C 75 °F (24 °C) |

Између 8. и 9. јула 2005. јужна предграђа града директно је погодио ураган Денис са ветровима брзине до 160 km/h. Олуја је подигла таласе 3 m више од висине обаслког насипа, док су ветрови оштетили неке од трошних колонијалних зграда. Најмање 5000 домова је било оштећено области Хаване Три месеца касније, октобра 2005, обална подручја су доживела тешке поплаве након урагана Вилма.

## Историја
Конкистадор Дијего Веласкез де Куељар (Diego Velázquez de Cuéllar) је основао Хавану 1515. године на јужној обали острва, близу данашњег града Сургидеро де Батабаноа. Хавана је пресељена на садашњу локацију 1519. године.
У почетку је Хавана била трговачка лука и од 1607. главни град шпанске колоније Кубе. 
Хавана је више пута пљачкана и паљена од стране пирата 1538, 1555. и 1553. године.
Велика Британија је окупирала град 1762. године у Седмогодишњем рату. Шпанци су добили град назад у своје руке у замену за Флориду. Потом су га начинили најутврђенијим градом у Америци. Од 1607. Хавана је била главни град шпанске колоније Кубе.
Услед развоја трговине Кубе са Северном Америком, почетком 19. века, Хавана је постала напредан и модеран град. Локална буржоазија је градила луксузне станове и виле. У позориштима Хаване гостовале су највеће звезде тог времена. Тадашњи посетиоци су Хавану ласкаво називали „Париз Антила“.
Двадесетих година 20. века, током прохибиције у САД, Хавана је постала популарна дестинација за одмор Американаца, због великог броја ноћних клубова и коцкарница. Ту су боравили Френк Синатра, Ава Гарднер, Нет Кинг Кол, Гари Купер, касније Ернест Хемингвеј, али и вође мафије попут Лакија Лучана. Већина ноћних клубова, који су били својеврсни симбол Хаване, затворени су 1959. након кубанске револуције.

## Становништво
Према процени, у граду је 2011. живело 2.135.498 становника.
| 1991.     | 2011.     |
| --------- | --------- |
| 2.143.406 | 2.135.498 |

Богати културни миље Хаване не укључује само Шпанце из разних регија Пиринејског полуострва, већ и друге европске народе. У доба пре доласка Фидела Цастра на власт, град је био економски и етнички подељен. На једној страни егзистирала је мањина богатих и образованих заједно са снажном средњом класом, док је на другој страни била већина радничке класе. Таква подела била је углавном базирана на етничкој подлози: белци су већином били добростојећи док црнци и мулати углавном сиромашни. Економска структура није нудила много могућности црнцима и мулатима, осим у непривлачним занимањима, нити много могућности стицања образовања. Систем се променио након револуције 1959, па су могућности запослења и образовања понуђене Кубанцима свих етничких група. Ипак, водеће позиције и студији углавном су били резервисани само за чланове комунистичке партије и признате симпатизере, премда је то у новије доба понешто ублажено. У стамбеној политици, влада следи службену политику недискриминације на темељу етничке подлоге, а независни посматрачи углавном сматрају да се та пракса савесно спроводи.
За време 18. и 19. века и почетком 20. века, у Хавану су пристигли велики таласи имиграната са Канара, из Каталоније и Галиције.
Кубанска влада контролише усељавање у Хавану на темељу чињенице да у метрополитанској зони Хаване (с око 20% укупне популације у земљи) кориштење земље, вода, електрична енергија, транспорт и други елементи градске инфраструктуре нису довољни за актуелну густину становништва. Постоји становништво унутрашњих миграната у Хавану названих Палестинос (Палестинци); пореклом већином из источне регије Оријенте. Хавана има значајну кинеску мањину, која је пре револуције бројила око 200.000, док данас броји око 100.000 људи, и не-кубанску популацију непознатог броја, укључујући и Русе који су се константно усељавали за време Совјетског Савеза, и који живе већином у четврти Хабана дел Есте и неколико хиљада северноафричких избеглица млађег доба.
Римокатолици чине највећу вјерску заједницу у Хавани. Јеврејска заједница у Хавани смањена је након револуције с изворних 15.000 - многи од којих су избјегли нацистичким прогонима - на око око 1500 људи. Након што је Кастро преузео власт 1959, многи су напустили Кубу и отишли у Мајами или се вратили у Израел. У Хавани је некада било пет синагога од којих су преостале само три: ортодоксна, конзервативна и сефардска.

## Знаменитости
Стара Хавана је пуна бисера архитектуре из епоха колонијалне, барокне, неокласичне и арт-деко архитектуре. На грађевинама су видљиви утицаји маварске, шпанске, италијанске, класичне грчке и римске архитектуре, као и модерних стилова.

### Доба барока
Једна од најлепших зграда Хаване је барокна „Палата гувернера“ (Palacio de los Capitanes Generales) грађена у периоду 1776—1792. Најбољи примери кубанске барокне архитектуре су Манастир Свете Кларе (Convento de Santa Clara) грађен од 1638. до 18. века, и Катедрала Хаване (1748—1777).
Хавана је била изузетно важан град за трговину између старог и новог света, тако да су у њој саграђене многе тврђаве које би штитиле бродове и трговце: 
- Тврђава краљевске силе, на источној страни улаза у луку Хаване (Castillo de la Real Fuerza) 1552-1577.
- Тврђава Сан Карлос де ла Кабана (La Fortaleza de San Carlos de la Cabana) 1558-1577.
- Кастиљо дел Моро (Castillo del Morro) 1589-1630.

Многе зграде у Старој Хавани су рестауриране уз помоћ УНЕСКО-а и страних донација. Такав је био случај и са најлепшим трговима у граду: Плаза Вијеха и Плаза де Армас.

### 19. и 20. век
За разлику од Старе Хаване, већина грађевина у централној Хавани није рестаурирана. Импресивне палате у колонијалном стилу из 19. века, које су данас у оронулом стању, дају граду фасцинантан и јединствен осећај шарма.
Неке од најлепших репрезентативних зграда Хаване су: 
- Велики театар (Gran Teatro De La Havana, зграда опере и балета), изграђен у периоду 1908—1915. у необарокном стилу.
- Музеј револуције (бивша Председничка палата) из 1920. грађен у неокласичном стилу.
- Капитољо, бивши Парламент Кубе, данас седиште министарства науке. Зграда је замишљена као варијанта америчког Капитола. Изграђена је у периоду 1926—1929. у стилу арт-нувоа. У њој је бронзана статуа Републике висока 15 m.
- Национални музеј лепих уметности (Палата Астуријског центра) из 1927.
- Зграда Бакарди - арт-деко палата из 1930.
- Хотел Насионал - арт-деко хотел из 1930.

Барови Хаване, које је прославио Ернест Хемингвеј, и где су измишљени неки од најпопуларнијих коктела, такође су туристичке атракције. Најпознатији међу њима су „Флоридита“ и „Бодегита дел медио“ (La Bodeguita del Medio).
Од дела модерне архитектуре друге половине 20. века, истиче се Трг револуције (Plaza de la Revolucion). На њему се налази обелиск висок 142 метра посвећен песнику и револуционару из доба борбе за независност, Хосеу Мартију. Ту су и монументалне грађевине министарстава и Комунистичке партије Кубе.

## Привреда
Хавана је најзначајнији индустријски центар Кубе. Од индустријских грана, присутна је прерада метала, индустрија машина и хемијска индустрија. У граду се производи рум (Havana Club), израђује текстил и производи од дувана. Робна марка цигара „Хавана“ се по закону производе само у Хавани.

## Партнерски градови
- Минск
- Исфахан
- Тихуана
- Кадиз
- Глазгов
- Истанбул
- Мадрид
- Барселона
- Мар дел Плата
- Sullana
- Сао Пауло
- Санкт Петербург
- Манила
- Мексико Сити
- Атина
- Техеран
- Виндхук
- Толедо
- Рио де Жанеиро
- Севиља
- Хихон
- Ротердам
- Санто Доминго
- Констанца
- Мобил
- Синтра

## Галерија
- Зграда опере и балета
- Малекон, главно шеталиште Хаване
- Улица у Хавани